# Hapsifera euschema
Hapsifera euschema is een vlinder uit de familie echte motten (Tineidae). De wetenschappelijke naam van deze soort is voor het eerst geldig gepubliceerd in 2004 door Gozmány.
De soort komt voor in tropisch Afrika.